# Gemeinwohlarbeit
Die Gemeinwohlarbeit ist eine Alternative oder eine eingerichtete Arbeitsgelegenheit, um das vermeintliche „Nichtstun“ einer erwerbslosen Person zu beenden. Dabei soll die Gemeinwohlarbeit eine Arbeitsgelegenheit für das Erfüllen von zusätzlichen öffentlichen Aufgaben im Interesse der Gesellschaft schaffen. Sie soll die Pflicht zum tätig werden als Prinzip des Forderns im Sinne einer individuellen Unterstützung bieten. In der Kritik steht, dass entsprechende Arbeitsangebote von Betroffenen teilweise als Zwangsmaßnahmen mit diskriminierender, auch demoralisierender Wirkung empfunden werden. Die Gemeinwohlarbeit ist wegen der individuellen Förderung begrifflich von der gemeinnützigen Arbeit abgegrenzt, die z. B. im negativen Sinne in Form von Sozialstunden geleistet wird.
Dieses Konzept wird in verschiedenen Projekten nach § 16 d SGB II, z. B. in 1-Euro-Jobs, umgesetzt.

## Namensgebung
Mit dem Namen wird die Gemeinnützigkeit der Tätigkeitsfelder der entsprechenden Projekte herausgestellt. Diese müssen nach § 16 SGB II zusätzlich sein und sollen Hilfebedürftige in die Erwerbsarbeit bringen und aufgrund ihres Charakters keine Pflichtaufgaben z. B. der öffentlichen Hand ersetzen.

## Zielsetzung
Die Projekte und Umsetzungskonzepte verfolgen das Ziel, die erwerbsfähigen Hilfsbedürftigen im Rahmen des SGB II eine Beschäftigungsperspektive zu bieten. Dabei soll die Gemeinwohlarbeit wettbewerbsneutral sein und die Wirtschaft darf nicht durch die Folgen der Förderung beeinträchtigt werden. Die Gemeinwohlarbeit soll für die Gesellschaft nützliche und sinnvolle Tätigkeiten beinhalten. Diese sollen öffentliche Aufgaben ergänzen, welche durch öffentliche Mittel wie Steuern oder Sozialversicherungsleistungen nicht refinanziert werden können.

## Abgrenzung
Gemeinwohlarbeit ist abzugrenzen von Gemeinwesenarbeit (GWA), von Arbeitsbeschaffungsmaßnahmen, von gemeinwohlorientierter ehrenamtlicher Arbeit sowie von „gemeinnütziger Arbeit“ im Sinne des Ende 2004 abgeschafften Bundessozialhilfegesetzes. Dieses Gesetz sah unter dieser Bezeichnung die Möglichkeit vor, die Arbeitsbereitschaft von Leistungsbeziehungen zu überprüfen.
SGB II-Träger, ARGEn und Optionskommunen nutzen ebenso die Arbeitsgelegenheiten nach § 16d SGB II, dabei sind die zugehörigen Projekte der Gemeinwohlarbeit an diesen Rechtsrahmen gebunden.